# Schola Philosophicae Initiationis
Schola Philosophicae Initiationis foi uma organização filosófico-iniciática de cariz teosófico criada em Madrid em 1928 pelos espanhóis Eduardo Alfonso y Mario Roso de Luna, em resposta aos desvios doutrinais da Sociedade Teosófica, em especial no referente à proclamação de Jiddu Krishnamurti como O Instrutor do Mundo.

## Fundação
Em meados de 1921, Mario Roso de Luna reuniu uma dezena de teósofos madrilenos para fundar o Ramo Hesperia, que manteve estreitos vínculos com a Sociedade Mãe em Adyar (Madras, Índia) e igualmente com os grupos dissidentes de Point Loma (Califórnia) que eram dirigidos pela entusiasta Katherine Tingley, sucessora de William Quan Judge.
Até 1928, o grupo de associados a Roso de Luna começou a reunir-se no café de Gijón para fundar uma escola filosófica chamada "Schola Philosophicae Initiationis" (SPI) que era "uma reacção contra a instabilidade e indisciplina da Sociedade Teosófica, a modo de crisol onde se colheu o conceito de ordenação mental que devia ter regido sempre a  S.T."
O objectivo declarado da SPI era "o estudo das filosofias, ciências e artes, comparativamente e nas suas mútuas relações, e por finalidade a saúde e a cultura dos seus membros e o seu progresso moral".
A nova Escola comprou um terreno em Manzanares el Real (província de Madrid) para construir um centro de estudos teosóficos avançados baptizado "A Casa do Filósofo".
Também se constituíram três graus de conhecimento "como corresponde a toda sociedade iniciática e consequentemente aos três objectivos da Sociedade Teosófica, que no fundo não são mais do que os três graus iniciáticos de todas as instituições análogas, que por não terem sido compreendidos e respeitados, levaram a S.T. à desunião e à anarquia mental".
Os discípulos da SPI seguiam um programa de estudos gradual e metódico que compreendia três etapas: a primeira, de estudos de Higiene e Moral; a segunda de Ciências e Naturologia; e a terceira, de Psicologia e Filosofia.

## Declínio e dissolução
Em 1931 faleceu Mario Roso de Luna, que era um dos pilares da SPI. Nesse mesmo ano, o Dr. Eduardo Alfonso tornava-se a cabeça visível da Escola, o qual continuou a formação de discípulos. Todavia, pouco tempo depois (1936), começaria no norte de África a Guerra Civil Espanhola, que em poucos meses chegaria às portas de Madrid, levando à suspensão de muitas das actividades filosóficas e culturais da cidade.
No final da Guerra Civil, Eduardo Alfonso foi julgado de acordo com a "Lei para a Repressão da Maçonaria e o Comunismo" e condenado a vários anos de prisão que cumpriu no cárcere de Burgos, de 1942 a 1948. Depois de cumprir a sua condenação, Alfonso exilou-se na América Latina até 1966, quando regressou ao seu país.

## Actualidade
No século XXI, apareceu "Opus Philosophicae Initiationis" (OPI) inspirada na Escola original de Roso de Luna e Alfonso, e que se está a organizar a nível internacional de acordo com os princípios da SPI adequados aos novos tempos e em consonância com as novas tecnologias.